# Nó de cirurgião

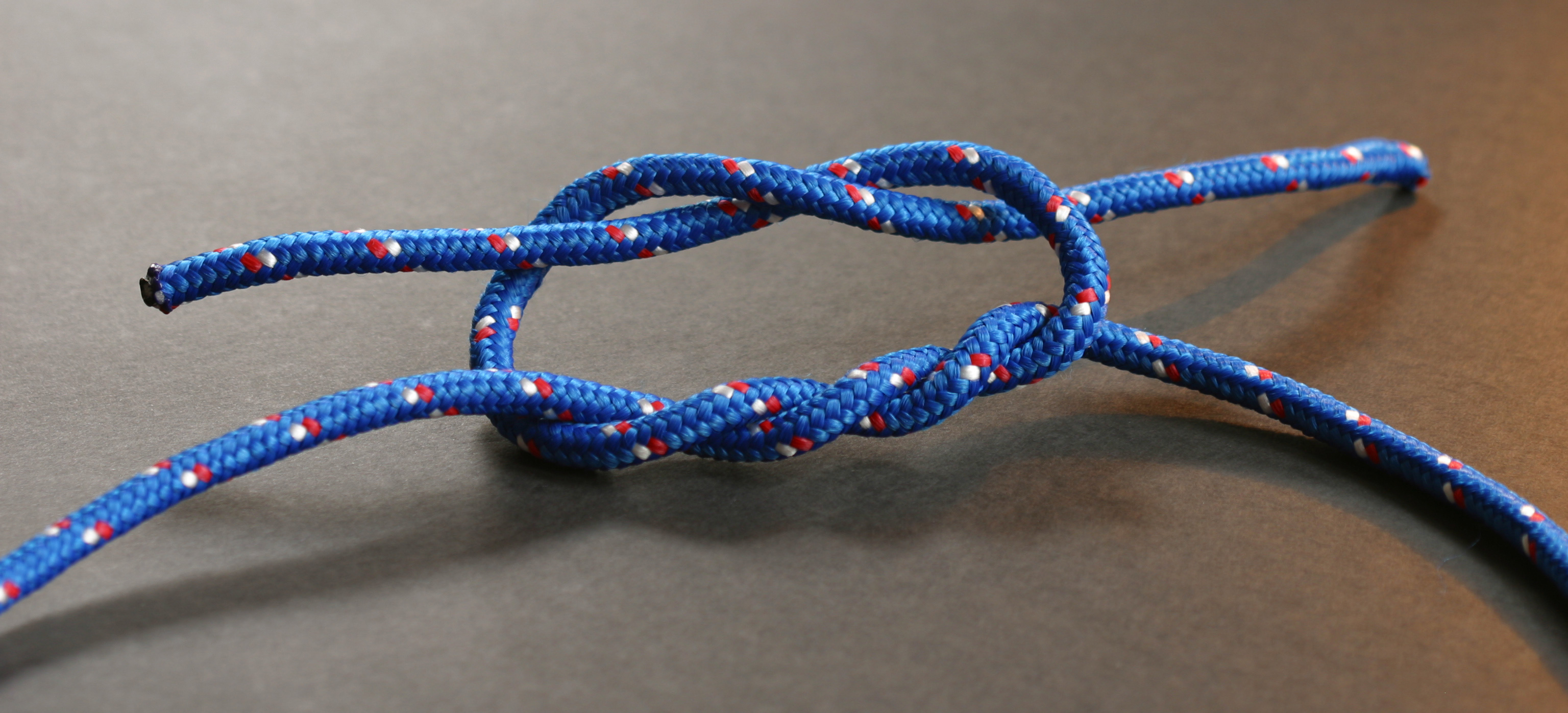
O nó de Cirurgião antes de Apertar.

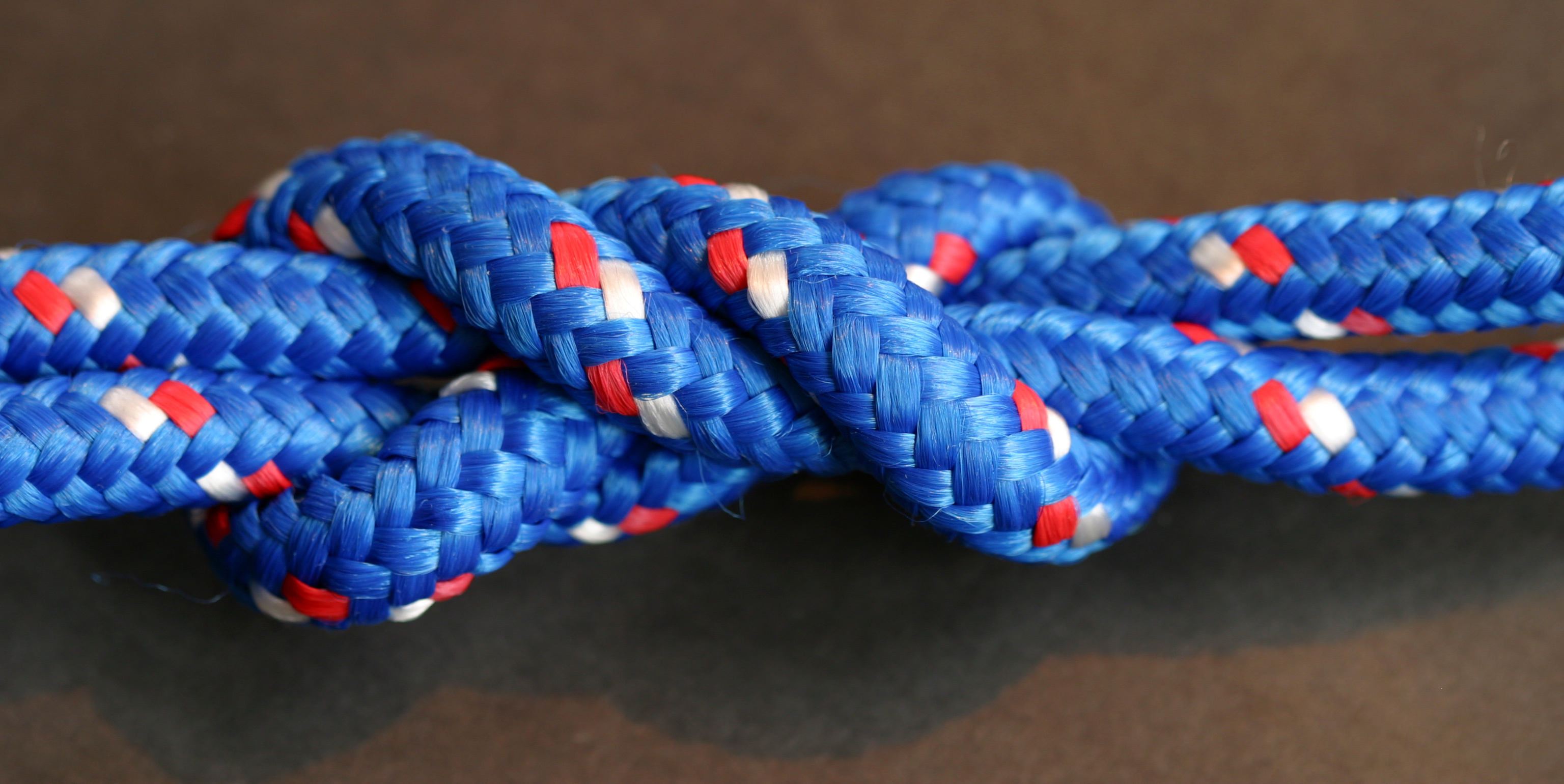
O nó de Cirurgião depois de apertado.

Esse Nó é muito usado em casos extremos, onde se necessite fazer uma sutura em um corte, e também para manter unidas as partes da sutura.

## Outras ligações
- Marinharia
- Náutica